# Yeon Jung-hoon
Yeon Jung-hoon (* 6. November 1978 in Busan, Südkorea) ist ein südkoreanischer Schauspieler.

## Leben
Seine Schauspielausbildung absolvierte er auf dem Pasadena Art College. Es folgte ein Besuch der Myongji University Graduate School. Yeon Jung-hoon lebte sechs Jahre in den Vereinigten Staaten und spricht fließend Englisch. Bekannt ist er für seine Darstellungen südkoreanischen Dramaserien East Of Eden und Vampire Prosecutor. Durch diese erlangte er auch international Bekanntheit.
Am Set von Yellow Handkerchief lernte Yeon Jung-hoon die Schauspielerin Han Ga-in kennen. Im April 2005 heiratete das Paar. Im April 2014 wurde bekannt, dass sie das erste Kind erwarten, allerdings kam es zu einer Fehlgeburt.

## Filmografie
- 2001: My Wife Is a Gangster
- 2004: Baek-seol-gong-joo (Fernsehserie)
- 2005: Seulpeun yeonga (Fernsehserie)
- 2005: Kidari ajeossi
- 2005: Yeonae-sulsa
- 2008: East Of Eden (Fernsehserie)
- 2009: Dream (Fernsehserie)
- 2011–2012: Vampire Prosecutor (Fernsehserie)
- 2012: Can Love Become Money? (Fernsehserie)
- 2013: Jongeun Chingoodeul
- 2013: I Summon You, Gold!
- 2016: Skiptrace